# 三墩区
三墩区，是中国浙江省原余杭县（今余杭区）的一个县辖区，1992年撤销。三墩区总人口145503（1987年末）。政府驻三墩镇东江湾路。

## 建制沿革
三墩区辖2镇8乡，分别为三墩镇、勾庄乡、运河乡、肇和乡、双桥乡、良渚镇、大陆乡、安溪乡、五常乡、蒋村乡。